# Oneillornis salvini
El hormiguero gorgiblanco u hormiguero de garganta blanca (en Perú) (Oneillornis salvini) es una especie de ave paseriforme de la familia Thamnophilidae, una de las dos pertenecientes al género Oneillornis, anteriormente colocada en Gymnopithys. Es nativa del occidente de la cuenca amazónica en Sudamérica.

## Distribución y hábitat
Se distribuye en el este de Perú (al sur del río Amazonas y a oriente del Ucayali, hacia el sur hasta la cuenca del río Madre de Dios), suroeste de la Amazonia brasileña (al este hasta el río Madeira, al sur hasta Acre) y noroeste y centro de Bolivia (Pando, La Paz, Beni, Cochabamba).
Esta especie es poco común en su hábitat natural, el sotobosque de  selvas húmedas de regiones bajas, a menos de 800 m de altitud.

## Sistemática

### Descripción original
La especie O. salvini fue descrita por primera vez por el ornitólogo alemán Hans von Berlepsch en 1901 bajo el nombre científico Pithys salvini; la localidad tipo es «San Mateo, Cochabamba, Bolivia.»

### Etimología
El nombre genérico masculino «Oneillornis» conmemora al ornitólogo estadounidense John Patton O'Neill (1942–) y del griego «ornis, ornithos»: ave; y el nombre de la especie «salvini», conmemora al ornitólogo británico Osbert Salvin (1835-1898).

### Taxonomía
La presente especie y Oneillornis lunulatus se diferencian de las otras del género Gymnopithys por el dimorfismo sexual del plumaje, la ausencia del anillo periorbital de piel desnuda, el plumaje predominantemente gris y no pardo de los machos y las colas bien marcadas de las hembras; el estudio de Isler et al (2014) propuso la separación de estas dos especies en un nuevo género Oneillornis Isler, Bravo & Brumfield, 2014. Diversas clasificaciones ya adoptan esta separación, así como el Comité de Clasificación de Sudamérica (SACC), que aprobó la Propuesta N° 740 de reconocimiento del nuevo género.
Las aves del noroeste de la distribución (del este de Perú hasta el río Purús, en Brasil) fueron algunas veces tratadas como la subespecie maculatus, pero en realidad intergradan con otras poblaciones; el plumaje muestra alto grado de variación individual en todas las poblaciones. Es monotípica.